# Nancy Allen
Nancy Anne Allen (Nova York, 24 de junho de 1950) é uma atriz norte-americana.
Ainda criança, Nancy começou sua carreira como modelo. Em meados dos anos 70, fez seus primeiros papéis no cinema. Um personagem marcante em Carrie (1976) lhe trouxe reconhecimento — e também um casamento com o diretor, Brian de Palma, que a dirigiria depois em Vestida para Matar (1980) — pelo qual seria indicada ao Globo de Ouro — e Blow Out (1981). Seus filmes posteriores incluem The Philadelphia Experiment (Stewart Raffill, 1984) e a trilogia do RoboCop.

## Primeiros anos
Nancy foi a caçula dos três filhos de Florence Allen e Eugene — um policial em Yonkers, onde ela cresceu.
Para torná-la menos tímida, sua mãe a matriculou, aos 4 anos, no curso de dança da High School of Performing Arts, de onde foi para a Escola Jose Quintano para Jovens Profissionais.
Sua estreia no cinema foi aos 12, no papel de Melissa Dillon em Money in My Pocket (Erven Jourdan, 1962), um comédia romântica com a participação do cantor Bill Anderson. Aos 15, Nancy já aparecia em vários comerciais de televisão e trabalhos como modelo.

## Carreira cinematográfica
O segundo papel de Nancy foi bem pequeno — Nancy, um "caso" de Jack Nicholson em The Last Detail (Hal Ashby, 1973) — mas a encorajou a mudar-se para Los Angeles e tentar maiores passos. Lá, fez um papel secundário em Carrie (Brian de Palma, 1976), estrelado por Sissy Spacek, Amy Irving e John Travolta.
O próximo trabalho foi como Pam Mitchell no filme de estreia de Robert Zemeckis, I Wanna Hold Your Hand. Depois veio a comédia de Steven Spielberg 1941, ao lado de Tim Matheson, John Belushi, Dan Aykroyd e John Candy.
Ela e Brian De Palma se casaram em 12 de janeiro de 1979, e nos dois anos seguintes ela apareceria em seus filmes. Foi Kristina em Home Movies (1980), com Kirk Douglas; Liz Blake em Vestida para Matar (1980), com Michael Caine e Angie Dickinson; e Sally em Blow Out (1981), com John Travolta.
O filme Vestida para Matar lhe rendeu indicações tanto para Atriz Revelação no Globo de Ouro quanto o Framboesa de Ouro de Pior Atriz.
Conhecida pelos personagens arriscados nos anos 70 e 80, Nancy interpretou prostitutas várias vezes, fez fortes cenas de sexo e nudez.
Divorciou-se de Brian em 1984, mesmo ano em que fez The Buddy System (de Glenn Jordan, com Richard Dreyfuss e Susan Sarandon) e The Philadelphia Experiment (de Stewart Raffill, com Michael Paré) — papel que lhe valeu indicação para o Prêmio Saturno de Melhor Atriz. Também foi apresentadora do documentário Terror in the Aisles, que contém cenas de suspense de vários filmes — inclusive Vestida para Matar, estrelado por ela mesma.

### RoboCop
A Oficial Anne Lewis, da trilogia RoboCop, uma policial dura, porém bastante feminina, foi um de seus papéis de maior repercussão. O primeiro deles, em que atuou com Peter Weller e dirigida por Paul Verhoeven, a fez merecedora de mais uma indicação para o Prêmio Saturno.
Depois do sucesso do primeiro RoboCop, Nancy interpretou Patricia Wilson-Gardner no terror Poltergeist III (Gary Sherman, 1988), ao lado de Tom Skerritt e a menina Heather O'Rourke, que morreu antes de completar as filmagens. Nancy voltou ao papel de Anne Lewis em RoboCop 2 (Irvin Kershner, 1990), novamente com Peter Weller. Para tornar sua personagem mais dura e lutadora, ela fez cursos de artes marciais e treinamento policial.
Em 1992, casou-se com o comediante Craig Shoemaker, de quem se divorciaria dois anos depois.
Em 1992, voltou ao papel de Anne Lewis em RoboCop 3 (Fred Dekker, 1993), desta vez com Robert John Burke no papel-título. Apesar de sua personagem morrer na primeira parte da história, Nancy foi mais uma vez indicada para o Prêmio Saturno por seu papel.

### Trabalhos recentes
Nancy casou-se com o construtor Randy Bailey em junho de 1998. Um ano antes, havia estrelado Quality Time (Chris Lamont), como Linda Savage, mas o filme só foi concluído em 2008.
Ultimamente, ela tem aparecido em vários documentários sobre seus filmes de sucesso.
Fez um pequeno, porém marcante papel como Midge no suspense Out of Sight (Steven Soderbergh, 1998), com George Clooney e Jennifer Lopez. Também atuou em Children of the Corn 666: Isaac's Return (de Kari Skogland) e Kiss Toledo Goodbye (Lyndon Chubbuck), ambos em 1999.
Seus papéis na TV, como convidada, incluem Touched by an Angel, The Outer Limits, The Commish, Judging Amy e Law & Order.
Divorciou-se de Bailey em 2007. Engajou-se em movimentos ambientalistas, e até trocou seu carro por um veículo híbrido para dar exemplo.
Também tornou-se porta-voz da causa do câncer de mama. Em fevereiro de 2010, Nancy dirigia o programa de televisão do WeSpark Cancer Support Center, entidade fundada pela atriz Wendie Jo Sperber, sua velha amiga.

## Filmografia selecionada
| Título                                   | Ano  | Gênero           | Papel                   |
| ---------------------------------------- | ---- | ---------------- | ----------------------- |
| The Last Detail                          | 1973 | Comédia/Drama    | Nancy                   |
| Forced Entry                             | 1975 | Horror/Drama     | Caronista               |
| Carrie                                   | 1976 | Horror/FC        | Chris Hargensen         |
| I Wanna Hold Your Hand                   | 1978 | Comédia/Romance  | Pam Mitchell            |
| 1941                                     | 1979 | Comédia          | Donna Stratton          |
| Home Movies                              | 1980 | Comédia          | Kristina                |
| Vestida para Matar                       | 1980 | Crime/Mystery    | Liz Blake               |
| Blow Out                                 | 1981 | Crime/Suspense   | Sally                   |
| Strange Invaders                         | 1983 | FC/Mystery       | Betty Walker            |
| The Buddy System                         | 1984 | Comédia/Romance  | Carrie                  |
| The Philadelphia Experiment              | 1984 | FC/Drama         | Allison Hayes           |
| The Gladiator                            | 1986 | Ação/Drama       | Susan Neville           |
| RoboCop                                  | 1987 | FC/Ação          | Officer Anne Lewis      |
| Poltergeist III                          | 1988 | FC/Horror        | Patricia Wilson-Gardner |
| RoboCop 2                                | 1990 | FC/Ação          | Oficial Anne Lewis      |
| RoboCop 3                                | 1993 | FC/Ação          | Oficial Anne Lewis      |
| Out of Sight                             | 1998 | Crime/Suspense   | Midge                   |
| Children of the Corn 666: Isaac's Return | 1999 | Horror           | Rachel Colby            |
| Kiss Toledo Goodbye                      | 1999 | Comédia/Suspense | Madge                   |
| Circuit                                  | 2001 | Drama            | Louise                  |
| Quality Time                             | 2008 | FC/Suspense      | Linda Savage            |

## Televisão
| Séries                            | Ano  | Episódio                 | Papel              |
| --------------------------------- | ---- | ------------------------ | ------------------ |
| Faerie Tale Theatre               | 1984 | The Princess and the Pea | Princess Elizabeth |
| Touched by an Angel               | 1994 | An Unexpected Snow       | Megan              |
| The Outer Limits                  | 1995 | Valerie 23               | Rachel Rose        |
| The Commish                       | 1995 | Brooklyn                 | Gina Raposo        |
| JAG                               | 2000 | Promises                 | Amanda Field       |
| Judging Amy                       | 2001 | The Unforgiven           | Helen White        |
| The Division                      | 2002 | Brave New World          | Christine Ogden    |
| Law & Order: Special Victims Unit | 2003 | Escape                   | Carin Healy        |

## Prêmios
| Ano  | Resultado | Prêmio       | Categoria                                         | Produção                           |
| ---- | --------- | ------------ | ------------------------------------------------- | ---------------------------------- |
| 1981 | Indicada  | Golden Globe | New Star of the Year in a Motion Picture – Female | Vestida para Matar (1980)          |
| 1981 | Indicada  | Razzie Award | Pior Atriz                                        | Vestida para Matar                 |
| 1985 | Indicada  | Saturn Award | Melhor Atriz                                      | The Philadelphia Experiment (1984) |
| 1988 | Indicada  | Saturn Award | Melhor Atriz                                      | RoboCop (1987)                     |
| 1994 | Indicada  | Saturn Award | Best Supporting Actress                           | RoboCop 3 (1993)                   |